# Denis Zvizdić
Denis Zvizdić (Sarajevo, Bosnia y Herzegovina, 9 de junio de 1964) es un político, arquitecto y profesor bosnio. Es perteneciente al Partido de Acción Democrática y desde el día 31 de marzo de 2015 hasta el 23 de diciembre de 2019 fue el primer ministro de Bosnia y Herzegovina, sucediendo en el cargo a Vjekoslav Bevanda.

## Biografía
Nacido en la ciudad de Sarajevo en 1964 durante la época de la República Federativa Socialista de Yugoslavia. Procede de una familia dedicada también a la política, como su tío Avdo Campara, su primo Dubravko Campara y su otro primo Aljoša Čampara que actualmente es Teniente de Alcalde de Sarajevo y ministro del Interior del país. Realizó sus estudios primarios y medios y seguidamente se licenció en arquitectura por la Universidad de Sarajevo, de la cual tiempo más tarde se doctoró, y convirtió en profesor. Durante esos años Denis ingresó en el Partido de Acción Democrática, del cual actualmente es miembro y fue una de las primeras personas que fueron miembros.
En 2003, ocupó su primer cargo político siendo elegido como presidente del cantón de Sarajevo y más tarde fue presidente de la Asamblea del mismo cantón. Posteriormente entre los años 2010 y 2014 fue miembro del Parlamento de la Federación de Bosnia y Herzegovina.
Tras una votación realizada el día 11 de febrero de 2015 en la Cámara de Representantes, fue elegido en sucesión de Vjekoslav Bevanda como nuevo presidente del Consejo de Ministros (primer ministro) de Bosnia y Herzegovina, siendo investido por los miembros de la presidencia el 31 de marzo del mismo año.
Denis, al llegar al cargo se comprometió a mejorar la acción de la Adhesión de Bosnia y Herzegovina a la Unión Europea.